# Panagiotis Toufexis
Panagiotis Toufexis Παναγιώτης Τουφεξής, auch mit verkürztem Vornamen Notis Νότης (* 1969 in Thessaloniki) ist ein griechischer Neogräzist und Sprachwissenschaftler.
Nach einem Studium der Altphilologie an der Aristoteles-Universität Thessaloniki, das Toufexis 1993 mit dem Diplom abschloss, und einem Promotionsstudium bei Hans Eideneier an der Universität Hamburg wurde er dort 2003 mit einer Dissertation zu einer alphabetischen Wortliste des Humanisten Martin Crusius zur mittelgriechischen Volkssprache promoviert. Von 1995 bis 2004 war Toufexis dort als wissenschaftlicher Mitarbeiter an den Forschungsprojekten zu den Neograeca in Germania, zur Computergestützten Edition spät- und nachbyzantinischer Texte und zu den Formen schriftlichen Ausdrucks in der byzantinischen und modernen Diglossie beteiligt.
Ab Dezember 2004 bis 2009 arbeitete er als research associate an der Faculty of Modern and Medieval Languages der Universität Cambridge unter der Leitung von David Holton und Geoffrey Horrocks an dem Projekt „Grammar of Medieval Greek“.
Seit 2011 ist er als Lehrer an der Brecht-Schule Hamburg tätig, unter anderem als Fachlehrer in Latein, Religion und Informatik sowie als Referent für Digitale Medien.

## Schriften
- David Holton, Geoffrey Horrocks, Marjolijne Janssen, Tina Lendari, Io Manolessou, Notis Toufexis, The Cambridge Grammar of Medieval and Early Modern Greek, Cambridge University Press 2019, ISBN 978-1-139-02688-8
- Das Alphabetum vulgaris linguae graecae des deutschen Humanisten Martin Crusius (1526-1607). Ein Beitrag zur Erforschung der gesprochenen griechischen Sprache im 16. Jh. (Dissertation Hamburg 2003), Romiosini, Köln 2005 (Neograeca Medii Aevi, VIII), ISBN 3-929889-71-4
- Diglossia and register variation in Medieval Greek. In: Byzantine and Modern Greek Studies. Band 32.2, 2008
- (zusammen mit Hans Eideneier, Ulrich Moennig): Θεωρία και πράξη των εκδώσεων της υστεροβυζαντινής αναγεννησιακής και μεταβυζαντινής δημώδους γραμματείας. Πρακτικά του Διεθνούς Συνεδρίου Neograeca Medii Aevi IV a, Αμβούργο 28. – 31.1.1999. Ηράκλειο: Πανεπιστημιακές Εκδώσεις Κρήτης 2001, ISBN 960-524-123-4